# Vakinankaratra
Vakinankaratraregionen är en region i Madagaskar. Den ligger i den centrala delen av landet, 110 km sydväst om huvudstaden Antananarivo. Antalet invånare är 1 589 800. Arean är 16 599 kvadratkilometer.
Terrängen i Vakinankaratraregionen är kuperad åt nordväst, men åt sydost är den bergig.
Vakinankaratraregionen delas in i:
- Antsirabe II
- Antsirabe I District
- Antanifotsy
- Ambatolampy
- Betafo District
- Faratsiho

Följande samhällen finns i Vakinankaratraregionen:
- Antsirabe
- Antanifotsy
- Faratsiho
- Betafo
- Ambatolampy
- Miandrarivo
- Soanindrariny